# Толстик, Николай Афанасьевич
Николай Афанасьевич Толстик — советский хозяйственный и политический деятель.

## Биография
Родился в 1921 году в деревне Чикили. Член КПСС.
Окончил Минский педагогический институт.
С 1938 года — на общественной работе — заведующий начальной школой.
Участник Великой Отечественной войны в составе 42-й стрелковой дивизии, партизан Великой Отечественной войны: заместитель комиссара отряда Щорса 37-й партизанской бригады, секретарь подпольного Бобруйского райкома ЛКСМ Белоруссии
В 1944—1947 гг. — первый секретарь Бобруйского райкома ЛКСМ Белоруссии.
В 1947—1954 гг. — советский и партийный работник в Бобруйском, Кличевском, Славгородском районах и Могилёве.
В 1954—1959 гг. — председатель Славгородского райисполкома.
В 1959—1962 гг. — первый секретарь Бобруйского райкома КП Белоруссии.
В 1962—1965 гг. — начальник Бобруйского производственного колхозно-совхозного объединения.
В 1983—1997 гг. — доцент кафедры экономики Могилёвского машиностроительного института.
Депутат Верховного Совета Белорусской ССР 4-го созыва, Верховного Совета СССР 6-го созыва, народный депутат Белорусской ССР/Белоруссии (1990—1993). Делегат XXII съезда КПСС.
Умер в Могилёве после 1997 года.